# Durlindana

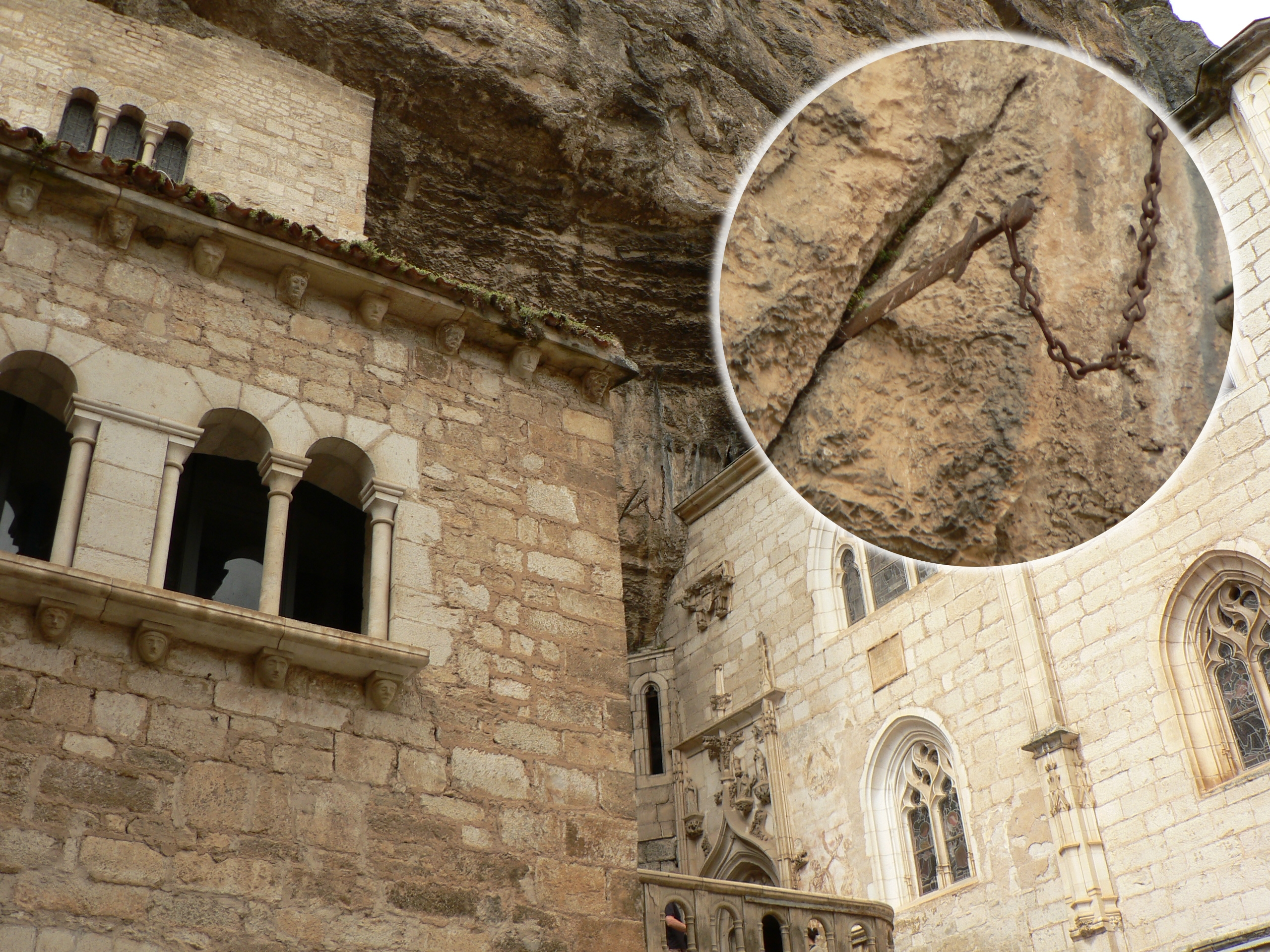
La presunta Durlindana a Rocamadour, Francia.

Durlindana (chiamata anche Durindana, Durindarda, Durendala, Durandal, Durendal) è, secondo la tradizione del ciclo carolingio, la spada di Orlando, paladino del re dei franchi.

## Storia

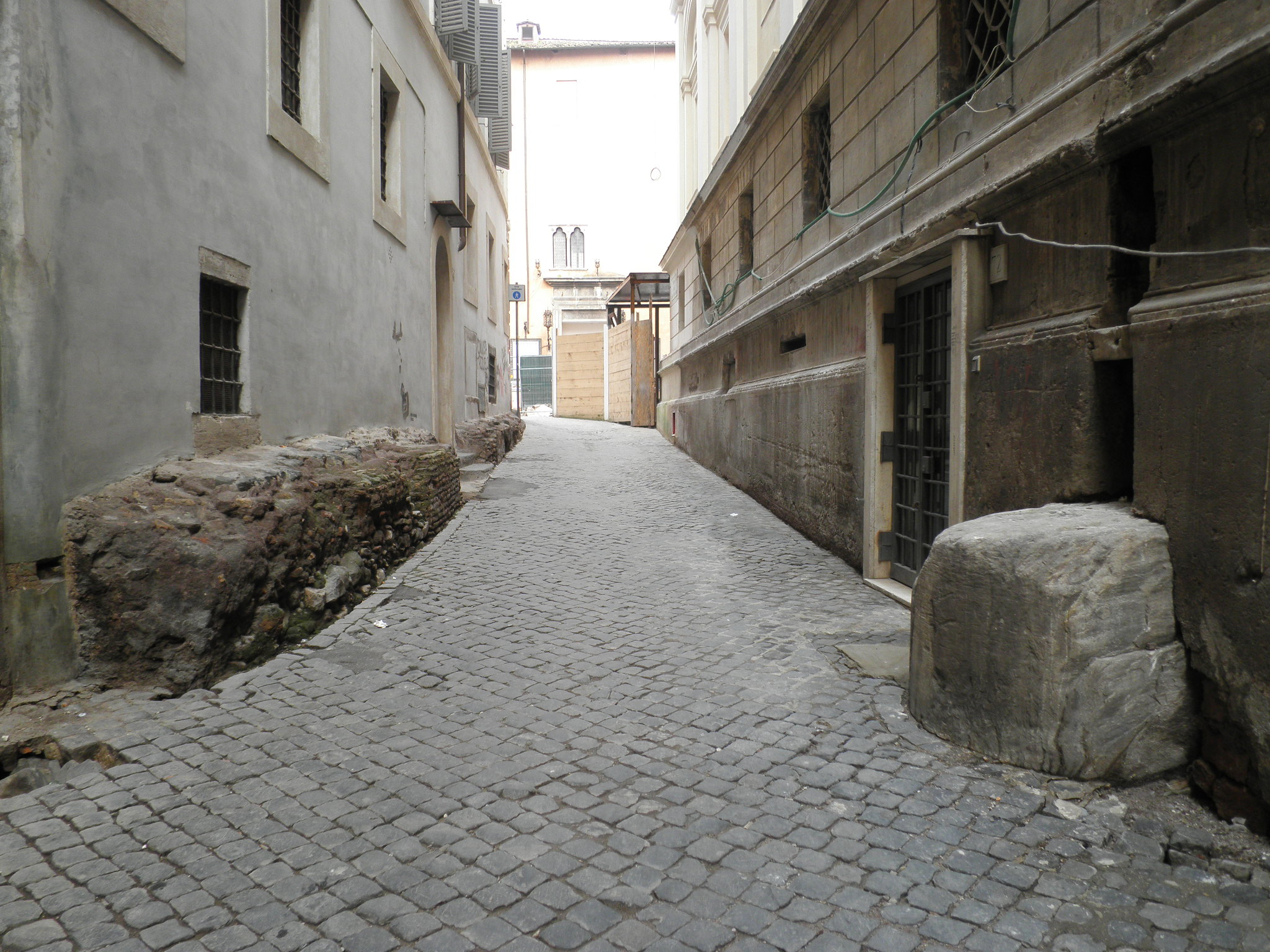
Sulla destra, il masso sul quale Orlando avrebbe tentato di spezzare la spada, situato a Roma, nel "Vicolo della Spada di Orlando"

Le origini dell'arma non sono chiare, visto che il ciclo carolingio propone diverse tesi contrastanti, anche se la più conosciuta è che a forgiare la spada sia stato Weland il fabbro. La Chanson de Roland vuole invece che la spada fosse stata donata a Orlando proprio da Carlo Magno, che l'avrebbe a sua volta ricevuta in dono da un angelo; nel famoso poema Orlando Furioso di Ludovico Ariosto, si dice invece che la spada sarebbe stata donata al cavaliere da Malagigi e che sarebbe un tempo appartenuta a Ettore di Troia (tuttavia non c'è nessuna menzione della spada nella Iliade).
Nella Chanson de Roland, si narra che la spada contenesse nell'elsa dorata un dente di san Pietro, del sangue di san Basilio, alcuni capelli di san Dionigi e un lembo di veste mariana. Nello stesso poema Orlando brandì l'arma nella battaglia di Roncisvalle uccidendo con essa migliaia di musulmani, ma a causa delle ferite riportate anch'egli perì; prima di morire, tuttavia, Orlando tentò di distruggerla, per evitare che cadesse in mani nemiche, ma l'impatto con la roccia generò la cosiddetta breccia di Orlando, nei Pirenei; Durlindana si dimostrò infrangibile e così Orlando la nascose sotto il proprio corpo assieme all'olifante con cui aveva avvisato Carlo della battaglia.
Secondo il folclore la spada esisterebbe ancora e sarebbe conservata a Rocamadour (in Francia) incastrata in una parete rocciosa verticale. Nel XII secolo i monaci della città affermarono invece che Orlando gettò la spada anziché nasconderla sotto di sé, tuttavia l'ufficio turistico di Rocamadour identifica la spada incastrata come la Durlindana.
A Roma, a poca distanza da piazza del Pantheon (è una laterale di piazza Capranica), si trova "Vicolo della Spada di Orlando", una strada che presenta - addossato a un palazzo - un grande masso con una fenditura: secondo la tradizione, sarebbe la roccia contro la quale il paladino avrebbe tentato invano di spezzare la sua spada prima di nasconderla.
L'etimologia del termine Durlindana è sconosciuta: potrebbe comunque derivare dal latino durus (duro, resistente).
Un'alternativa etimologica interessante fa derivare Durlindana dalla locuzione (spada) d'Orlandana, con la preposizione d’ assorbita nel nome Orlando e col suffisso -ana ad indicare appartenenza.

## Riferimenti nell'era moderna
- Cavendish, personaggio del manga e anime One Piece, brandisce una spada chiamata Durlindana.
- Xenovia Quarta in High School DxD brandisce la spada Durandal.
- In Hidan no Aria, il personaggio di Jeanne d'Arc prima di essere identificata viene chiamata in codice Durandal, per via della spada che brandisce e che lei stessa chiama con quel nome e definisce "spada sacra". La spada porta inciso il motto "La Vengeance est à moi", "la vendetta è mia". Durandal è anche il titolo dell'episodio dell'anime conclusivo dell'arco che la riguarda.
- Durandal è il nome di una spada leggendaria presente in Fire Emblem dove viene usata da Eliwood, uno dei protagonisti. Durante gli eventi del gioco, viene detto che il primo ad aver usato tale lame fosse stato un cavaliere di nome Roland, citazione dal paladino. La spada compare successivamente anche in Fire Emblem Heroes, dove può essere usata sia da Eliwood sia dal figlio Roy.
- Nella saga Shadowhunters di Cassandra Clare, Emma Carstairs è proprietaria di una spada chiamata Cortana, creata da Wayland il Fabbro, "della stessa tempra di Durlindana" (la frase che la leggenda di Uggieri attribuisce a Cortana è "Il mio nome è Cortana, dello stesso metallo e tempra di Gioiosa e Durlindana").
- Nel videogioco Shadowverse è presente una carta, "Roland the Incorruptible" (nella versione inglese), che genera un amuleto, ovvero "Durandal the Incorruptible", entrambi riferimenti al ciclo carolingio.
- Nel videogioco League of legends il lume dell'evento accademia di battaglia fa riferimento alla spada.
- Nel gioco di carte collezionabili Yu-Gi-Oh sono presenti diverse carte relative alla spada, come "Infernobili Armi - Durlindana" e "Artefatto Durendal".
- La spada appare nell'episodio 34 della serie animata Diabolik.
- Nel videogioco Terraria compare un'arma con lo stesso nome.